# Leptoctenopsis calexaria
Leptoctenopsis calexaria är en fjärilsart som beskrevs av Walker 1860. Leptoctenopsis calexaria ingår i släktet Leptoctenopsis och familjen mätare. Inga underarter finns listade i Catalogue of Life.